# 藤村修
藤村修（日语：ふじむら おさむ，1949年11月3日—），日本政治人物，民主黨籍众议员（當選6期），内阁官房长官（第78代）。外號「永田町的哆啦A夢」。
歷任民主黨國會對策副委員長，民主黨國會對策委員長代理，民主黨幹事長代理，內閣官房長官，綁架問題擔當大臣等。現在是國民民主黨大阪支部顧問。
2012年12月16日在第46回众议院议员总选举中競選連任失敗，成為現行日本國憲法下首位落選众议院议员的現任官房長官。
| 官衔            | 官衔                        | 官衔          |
| --------------- | --------------------------- | ------------- |
| 前任： 枝野幸男 | 內閣官房長官 2011年－2012年 | 繼任： 菅義偉 |